# Livio Trapè
Livio Trapè (nascido em 26 de maio de 1937) é um ex-ciclista italiano. Nos Jogos Olímpicos de 1960, em Roma, ele conquistou uma medalha de ouro no contrarrelógio por equipes e uma de prata na estrada individual. Tornou-se profissional em 1961 e competiu até 1996, embora com pouco sucesso.